# Bachibou Koita
Pour les articles homonymes, voir Koïta (homonymie).
Bachibou Koita, né le 15 avril 1994 à Niamey, est un footballeur international nigérien qui évolue au poste d'avant-centre.

## Biographie
Né au Niger et arrivé en France à 5 ans, Koita possède la double nationalité nigérienne-malienne,,.

### Carrière

#### En club
Ayant commencé à jouer au foot tardivement, après un passage par la boxe notamment, il joue d'abord à Neuilly-sur-Seine, avec l'Olympique de Neuilly en Division Honneur, où il est sollicité par plusieurs clubs professionnels à l'image de Nantes et Saint-Etienne. Il signe finalement pour l'US Orléans et fait ses débuts pour le club lors du match de championnat National contre Amiens le 16 août 2013. Mais des blessures le gardent en dehors des terrains pendant la majeure partie de la saison, et quand Orléans est promu en Ligue 2 il se retrouve avec un temps de jeu limité. À la fin de la saison 2014-2015 de Ligue 2, Orléans est relégué et Koita quitte le club et signe pour l'Hapoël Ashkelon en Liga Leumit israélienne. 
Une blessure au pied et des problèmes de visa écourtent  néanmoins son séjour en Israël et il rentre en France s'entraîner avec le Red Star et fait des essais avec Dunkerque avant de signer un contrat professionnel de six mois avec Amiens en décembre 2016. En juillet 2017, il prolonge son contrat avec le club pour deux années supplémentaires. 
Koita quitte Amiens en janvier 2019 et part à nouveau en Israël au cours de la seconde moitié de la saison 2018-2019, avec Ashdod. En septembre 2019, il rentre en France, pour jouer définitivement avec le Red Star.

#### En sélection
Il fait ses débuts en équipe nationale du Niger le 23 mars 2019, lors d'un match de qualification pour la Coupe d'Afrique des Nations contre l'Égypte, en remplaçant Issa Modibo Sidibé à la 67e minute de jeu. 